# Petovia incertaria
Petovia incertaria là một loài bướm đêm trong họ Geometridae.